# 鴨川 (滋賀県)
鴨川（かもがわ）は、滋賀県の西部を流れる一級河川で、琵琶湖に流入する淀川水系の河川。

## 地理
水源は大津市北部の比良山地にある武奈ヶ岳である。高島市黒谷の西南にある八ツ淵の滝のある八池谷を通り、比良山地の谷から出でる小河川と合流しつつ平地に出て高島市鴨で八田川と合流する。武曽・拝戸付近で平地に出てからは鴨川によって形成された沖積平野が広がる。高島市安曇川町下小川で琵琶湖に流入する。北に流れる安曇川と同じく扇状地を形成し、河口部は琵琶湖に大きくせり出す。鴨川の河口部付近から南側の大溝までは松並木とともに砂浜（荻の浜）が広がる。流域には河岸段丘が多く、比良山地の花崗岩が多いため下流部は天井川になっている。総延長13.5 キロメートル。

## 歴史
鴨川は沿川の水田地帯にとって重要な水源であり、それがゆえに用水をめぐって争いが起きていた。江戸時代末期には上流の鹿ヶ瀬村と下流の伊黒・拝戸・音羽の三ヶ村で、黒谷村にある井堰をめぐった争論が生じている。
川の名前になっている鴨の集落はかつて上賀茂神社の神田が置かれた地であり、鴨川そのものを社領として神供のための漁を行っていたといわれる。
「高島郡誌」には高島山で伐採された木材を鴨川を使って、小川津（小川津そのものについては安曇川の「おがわ」ではなく朽木の「こがわ」を指すという異説あり。安曇川の項目も参照。）から琵琶湖・瀬田川に流下させたことや高島縮を鴨川で晒したことが記されている。
近年は平成25年台風第18号の豪雨により、高島町宮野付近で決壊が発生し、大きな浸水被害を出している。